# Закон про авторське право у цифровому тисячолітті
Закон про авторське право у цифровому тисячолітті (англ. Digital Millennium Copyright Act, DCMA), також Закон про захист авторських прав у цифрову епоху — закон, що доповнює законодавство США в галузі авторського права директивами, які враховують сучасні технічні досягнення в сфері копіювання та розповсюдження інформації.
Виводить за межі правового поля не тільки безпосереднє порушення авторських прав шляхом копіювання, але і виробництво і розповсюдження технологій, що дозволяють обходити технічні засоби захисту авторських прав (аж до неможливості добросовісного використання). Акт посилює відповідальність за порушення авторських прав за допомогою Інтернету, в той же час, захищаючи провайдерів від відповідальності за дії користувачів.
Розроблений в цілях імплементації угод ВОІВ «Про авторське право» і «Договору про виконання і фонограми»; 14 травня 1998 був одноголосно прийнятий Сенатом США і підписаний Президентом Клінтоном 28 жовтня того ж року.
У Європейському союзі діє багато в чому аналогічна Директива ЄС про авторське право (англ. EUCD, European Union Copyright Directive).

## Використання DMCA для захисту авторських прав (на прикладі Google)
Сторінки сайту або весь сайт-порушувач можна видалити з результатів пошуку системи Google, шляхом відправки заяви.
Повідомлення Google може відправлятися в письмовій формі з дотриманням вимог розділу 512 (c) (3) DMCA, при цьому пошукова система розробила рекомендований формат заяви, який відповідає вимогам Закону.
У заяві зазначаються:
1. Твори, авторські права на які порушуються;
2. Матеріал вебсайту, який порушує авторські права;
3. Пошукові запити, за якими Google посилається на сторінки, що порушують авторські права, а також URL-адреси таких сторінок в пошуковій видачі;
4. Ім'я / найменування та контактні дані заявника;
5. Інформація про засоби зв'язку з власником сайту, чиї матеріали порушують авторські права;
6. Підтвердження сумлінності заяви;
7. Обов'язковим є наявність підпису під заявою.

Підготовлена заява має бути надіслано у Google факсом або на поштову адресу. Після отримання скарги, відповідної вимогам, Google зобов'язаний оперативно видалити матеріал або доступ до нього (пошукова система блокує доступ до сторінок з вебпошуку) і відразу ж повідомити про це особу, до чиїх матеріалами був обмежений доступ. У результаті видалення доступу до сторінки з пошуку, замість неї Google буде показувати повідомлення про те, що доступ до сторінки був видалений через порушення авторських прав. Слід зазначити, що точних термінів для зазначених дій не передбачає ні DMCA, ні процедури Google. Якщо ж отримана заява містить пункти 2, 3, 4, але при цьому не відповідає іншим вимогам, заявнику нададуть допомогу у надсиланні коректного.